# Tserovo (distrikt i Bulgarien, Oblast Sofija)
Tserovo (bulgariska: Церово) är ett distrikt i Bulgarien.   Det ligger i kommunen Obsjtina Svoge och regionen Sofijska oblast, i den västra delen av landet, 30 km norr om huvudstaden Sofia.
I omgivningarna runt Tserovo växer i huvudsak lövfällande lövskog. Runt Tserovo är det ganska glesbefolkat, med 28 invånare per kvadratkilometer.